# Benjamin Farrington
Benjamin Farrington (n. 10 iulie 1891, Cork, Irlanda – d. 17 noiembrie 1974) a fost un savant și profesor irlandez, care a predat în Irlanda (1916 - 1920), Africa de Sud (1920 - 1935) și Regatul Unit (1935 - 1956).
După numeroase cercetări, s-a specializat în studiul științei greco-romane, paralel cu lucrările sale din domeniul științelor.
Descrie istoria matematicii, începând cu primele lucrări ale lui Thales, Anaximandru, Anaximene.
Arată cum știința propriu-zisă, recurgând la noile date de experiență, s-a detașat treptat de speculația filozofică și teologică, pentru a pregăti terenul și noile metode pentru știința modernă.
Cea mai importantă lucrare a sa este Știința în antichitate (1936).
1. 1 2  Katalog der Deutschen Nationalbibliothek, accesat în 31 mai 2020
2. ↑  Katalog der Deutschen Nationalbibliothek, accesat în 10 iunie 2020
3. ↑   https://www.sahistory.org.za/people/ruth-alexander Lipsește sau este vid: |title= (ajutor)
4. ↑  Autoritatea BnF, accesat în 10 octombrie 2015
5. ↑  CONOR.SI[*] Verificați valoarea |titlelink= (ajutor)